# Limosilactobacillus
Limosilactobacillus és un gènere de bacteri làctic creat l'any 2020 per organitzar el gènere Lactobacillus, que tenia organismes que presentaven característiques massa diverses. El gènere rep el seu nom del llatí “limosus”, bavós, per la propietat de moltes de les soques de produir exopolisacàrids.

## Història
El gènere Lactobacillus engloba 261 espècies diferents que inclouen grampositius, fermentatius, anaerobis facultatius i microorganismes sense espores. Degut a aquesta gran diversitat, el International Journal of Systematic and Evolutionary Microbiology (IJSEM) va anunciar l'abril de l'any 2020 una nova classificació que separava les espècies en tres grans gèneres (Lactobacillus, Paralactobacillus, Pediococcus) i 23 gèneres addicionals. Els criteris genètics van ser diferents marcadors moleculars (identitat mitjana de nucleòtids, identitat mitjana d'aminoàcids, firmes gèniques i criteris ecològics entre d'altres).
L'objectiu d'aquesta reclassificació és crear gèneres que millor englobin espècies similars i que per tant respectin les normes d'homogeneïtat entre aquestes.
En el gènere Lactobacillus es van incloure originalment les espècies Limosilactobacillus fermentum i Limosilactobacillus reuteri degut a l'habilitat de les dues soques de produir exopolisacàrids.

## Característiques
Les soques que pertanyen al gènere Limosilactobacillus són grampositives, amb forma de bastó o de coccoide. Són catalasa-negatius, heterofermentatius i o anaerobis o aerotolerants. La temperatura òptima és 37 °C i no s'observa creixement per sota de 15 °C. La mida del genoma és petit, entre 1.6 Mbp (L. equigenerosi) i 2.25 Mbp (L. mucosae).
Encara que molts hidrocarburs poden ser fermentats pels membres de Limosilactobacillus, algunes espècies no poden utilitzar la glucosa com a substrat i moltes espècies són capaces de produir exopolisacàrids a partir de sucrosa per ajudar-se a formar biofilms.
Es troben de forma natural en l'intestí de vertebrats.
Limosilactobacillus fermentum és l'organisme tipus del genère.

## Taxonomia
A octubre de 2021, el gènere Limosilactobacillus inclou 25 espècies i 9 d'addicionals essent presentades com a candidates al gènere. Les considerades com a part del gènere són:
- Limosilactobacillus agrestis
- Limosilactobacillus albertensis
- Limosilactobacillus alvi
- Limosilactobacillus antri
- Limosilactobacillus balticus
- Limosilactobacillus caviae
- Limosilactobacillus coleohominis
- Limosilactobacillus equigenerosi
- Limosilactobacillus fastidiosus
- Limosilactobacillus fermentum
- Limosilactobacillus frumenti
- Limosilactobacillus gastricus
- Limosilactobacillus gorillae
- Limosilactobacillus ingluviei
- Limosilactobacillus mucosae
- Limosilactobacillus oris
- Limosilactobacillus panis
- Limosilactobacillus pontis
- Limosilactobacillus portuensis
- Limosilactobacillus reuteri
- Limosilactobacillus rudii
- Limosilactobacillus secaliphilus
- Limosilactobacillus urinaemulieris
- Limosilactobacillus vaginalis

## Usos
Especies de Limosilactobacillus, particularment, L. reuteri, es produeixen comercialment com cultiu inicial i com cultiu probiòtic.
L'habilitat dels bacteris de l'àcid làctic de produir grans quantitats de exopolisacàrids alfa-d-glucà a partir de sacarosa pot tenir aplicacions industrials, aplicacions en alimentació, medicina i cosmètics.